# Valga (parroquia)
Valga (oficialmente San Miguel de Valga) es una parroquia española del municipio de Valga, perteneciente a la provincia de Pontevedra, en la comunidad autónoma de Galicia.

## Historia
Hacia mediados del siglo XIX, el lugar, por entonces referido como una feligresía, tenía contabilizada una población de 926 habitantes. Aparece descrito en el decimoquinto volumen del Diccionario geográfico-estadístico-histórico de España y sus posesiones de Ultramar de Pascual Madoz con las siguientes palabras:

VALGA (San Miguel): felig. cap. del ayunt. del mismo nombre en la prov. de Pontevedra (4 leg.), part. jud. de Caldas de Reyes (1), dióc. de Santiago (4). sit. á la falda occidental del monte Gesteiras; reinan principalmente los aires del N. y S.; el clima es sano. Tiene unas 180 casas en los l. de Agrasar, Cima de Vila, Chenlo, Desabanda, Fontenlo, Laceiras, Martores, San Miguel, Puente-Valga, Vilares y Rajoy. Hay escuela de primeras letras; reuniéndose el ayunt. en una casa alquilada en el l. de Puente-Valga. La igl. parr. (San Miguel) se halla servida por un cura de primer ascenso, y patronato ecl. y real. Tambien hay una ermita dedicada á San Mamed. Confina con las felig. de Janza, Louro, Campaña y Requeijo. El terreno es de buena calidad; del indicado monte desciende un riach. que se dirige á desaguar en el Ulla. Atraviesa por esta felig. el camino real que desde Santiago conduce por Caldas de Reyes á la cap. de prov. prod.: trigo, maiz, centeno, legumbres, patatas, vino, lino, leña, frutas y pastos: hay ganado vacuno, de cerda, lanar y cabrio; caza de liebres, conejos y perdices; y pesca de truchas. ind.: la agricultura, y molinos harineros. pobl.: 183 vec., 926 alm. contr.: con las demas felig. del ayunt. (V.).
(Madoz, 1849, p. 457)

En 2022, tenía empadronados 1160 habitantes.

## Patrimonio
Hay en la parroquia una iglesia de San Miguel.